# José Carlos Chaves
José Carlos Cháves Innecken (ur. 3 września 1958 w Atenas) – piłkarz kostarykański grający na pozycji lewego obrońcy lub pomocnika.

## Kariera klubowa
Karierę piłkarską Chaves rozpoczął w klubie LD Alajuelense z miasta Alajuela. W jego barwach zadebiutował w kostarykańskiej Primera División. W latach 1980, 1983 i 1984 wywalczył trzy mistrzostwa Kostaryki. W 1986 roku zdobył Puchar Mistrzów CONCACAF po zwycięstwie w finałowym dwumeczu z surinamskim SV Transvaal (4:1, 1:1).
Latem 1990 Chaves przeszedł do czechosłowackiego Interu Bratysława i przez 2 lata rozegrał 30 spotkań w lidze czechosłowackiej. W 1992 roku odszedł do kostarykańskiego Herediano. W 1994 roku zakończył karierę jako zawodnik tego klubu.

## Kariera reprezentacyjna
W 1990 roku Chaves został powołany przez selekcjonera Velibora Milutinovicia do kadry Kostaryki na Mistrzostwa Świata we Włoszech. Tam był podstawowym zawodnikiem swojej drużyny i wystąpił w 4 spotkaniach: ze Szkocją (1:0), z Brazylią (0:1), ze Szwecją (2:1) i w 1/8 finału z Czechosłowacją (1:4).
W 1992 roku Chaves wystąpił z Kostaryką na Mistrzostwach Świata w Futsalu w Hongkongu.